# 김목경 (e스포츠인)
김목경(1986년 9월 17일 ~ )은 대한민국의 프로게임단 지도자이다. 현재 DRX의 감독이다.

## 지도자 생활
2013년 12월, 진에어 그린윙스의 코치로 부임했다.
2014년 10월, IM의 코치로 부임했다.
2016시즌을 앞두고 콩두 몬스터의 코치로 부임했다.
2017년 5월, 사비로 미라지 게이밍을 창단했으며 직접 감독직을 수행했다. 팀을 챌린저스로 승격시켰으며 2018 서머 시즌에서는 챌린저스 우승과 LCK 승격을 이루어냈다. 2020년 2월, 감독직에서 사임했다.
2021시즌을 앞두고 리브 샌드박스의 감독으로 부임했다. 팀은 2021년 스프링 시즌 동안에는 하위권에 그쳤으나 서머 시즌 동안에는 반등에 성공했으며 포스트시즌에 진출하였다. 다만 월드 챔피언십 진출에는 실패했다. 2022시즌에도 계속해서 지휘봉을 잡았으며 2021년과 마찬가지로 스프링 시즌에는 포스트시즌에 진출 실패를 겪었으나 서머 시즌에는 반등하여 포스트시즌에 진출, 1라운드에서 DRX를 3-1로 잡으며 팀의 첫 LCK 다전제 승리를 기록했다. 다만 선발전에서는 다시 만난 DRX에 2-3으로 패배하면서 월즈 진출에 실패했다. 2022시즌 종료 후 팀을 떠났다.
2023시즌을 앞두고 DRX의 감독으로 부임했다.

## 소속팀
| # | 팀명               | 직책        | 소속 기간             | 소속 리그       | 비고 |
| - | ------------------ | ----------- | --------------------- | --------------- | ---- |
| 1 | 진에어 그린윙스    | 코치        | 2013.12.17~2014.10.02 | LCK             |      |
| 2 | Incredible Miracle | 코치        | 2014.10.02~2015.11.04 | LCK             |      |
| 3 | 콩두 몬스터        | 코치        | 2016.01.05~2016.10.28 | LCK             |      |
| 4 | 미라지 게이밍      | 감독 구단주 | 2017.05.28~2020.02.24 | 아마추어 CK LCK |      |
| 5 | 리브 샌드박스      | 감독        | 2020.11.02~2022.10.17 | LCK             |      |
| 6 | DRX                | 감독        | 2022.12.03~           | LCK             |      |

## 수상 내역

### 지도자
- 리그 오브 레전드 챌린저스 코리아 서머 2016 우승
- 리그 오브 레전드 챌린저스 코리아 서머 2018 우승